# Mortadello e Polpetta: la coppia che scoppia
Mortadello e Polpetta: la coppia che scoppia (Mortadelo y Filemón) è una serie televisiva a cartoni animati basata sui personaggi di Mortadello e Polpetta, creati da Francisco Ibáñez.

## Trama
La storia parla di due agenti della T.I.A. che vanno sempre a caccia di missioni. Ma dato che Mortadello, il più intelligente, fa sempre delle trasformazioni e Polpetta, il presuntuoso, fa pasticci, insieme finiscono sempre nei guai.

## Personaggi

### Personaggi principali
- Mortadello: doppiato in italiano da Pietro Ubaldi[4]
- Polpetta: doppiato in italiano da Mario Scarabelli[4]

### Personaggi secondari
- Mister L: doppiato in italiano da Giovanni Battezzato[4]
- Batterio: doppiato in italiano da Maurizio Scattorin[4]
- Ofelia: doppiato in italiano da Graziella Porta[4]
- El Jefe

## Episodi
- 01 Il solfato atomico (El Sulfato atómico)
- 02 Il mago De Magis (Magín el mago)
- 03 El caso de los gamberros
- 04 El balón catastrófico
- 05 I supereroi (Los superhéroes del profesor Bacterio)
- 06 La fotoclonatrice (El caso de los secuestradores)
- 07 I patti (Los sobornos)
- 08 Testigo de cargo
- 09 Misión de perros
- 10 El caso de Billy el Horrendo
- 11 Le invenzioni di Batterio (Los inventos del profesor Bacterio)
- 12 Il caso dei diamanti (El caso de los diamántes)
- 13 La statua della libertà (La estatua de la libertad)
- 14 Safari callejero
- 15 Il traditore (Hay un traidor en la T.I.A.)
- 16 La venganza de Ten-go-pis
- 17 La brigada bichera
- 18 L'ansia del potere (El ansia de poder)
- 19 La gallina dalle uova d'oro (La gallina de los huevos de oro)
- 20 La elasticina
- 21 Casi sull'aereo (Casos aéreos)
- 22 La maschera (El otro yo del profesor Bacterio)
- 23 Contrabbando (Contrabando)
- 24 Il caso della statua della libertà (El caso de la estatua de la Libertad)
- 25 En busca del antídoto
- 26 Los cacharros majaretas